# Deyver Vega
Deyver Antonio Vega Álvarez (Ciudad Quesada, Alajuela, Costa Rica, 19 de septiembre de 1992; (AFI: dei'βer 'βeγa)) es un futbolista costarricense. Juega como extremo derecho y actual jugador del Deportivo Saprissa . 
Formado en la cantera del Deportivo Saprissa, debutó con el primer equipo en enero de 2012, en el cual ha conquistado a nivel de clubes el Torneo de Copa en 2013, los campeonatos de Verano e Invierno de 2014 y el Torneo de Invierno 2015. También se destaca el subcampeonato de la Copa Popular 2014. Su mayor consagración como futbolista de élite en la temporada 2014-2015, le otorgó aparecer en la nómina de los candidatos al Premio FPD como mejor jugador, pero no resultó ganador.
En el 2015, con la edad de 22 años disputó la Copa Oro de la Concacaf de ese año. Su juego, con sacrificio pero ofensivo y directo, le permite jugar tanto de interior derecho, como formarse en posiciones más adelantadas como delantero centro.

## Trayectoria

### Inicios
Vega comenzó a hacer su carrera en las divisiones menores del Deportivo Saprissa, precisamente en la sub-17 en 2009. Al año siguiente se incorporó a las filas del Saprissa de Corazón, equipo que milita en la segunda división de Costa Rica y que sirve como preparación para el plantel principal.

### Deportivo Saprissa

#### Temporada 2011-2012
El entrenador del club Alexandre Guimarães le dio la confianza a Deyver Vega para ser ascendido al primer equipo morado a partir del Verano 2012 en el cual debutó el 15 de enero en el primer partido del campeonato entre el Saprissa contra el Puntarenas FC en el Estadio Nacional con victoria para su equipo de 3 goles a 1. Salió de cambio al minuto 62' por Luis Diego Cordero.
Marcó su primer gol el 14 de abril sobre el Club Sport Cartaginés y también su segunda anotación por la vía del penal, partido que quedó finalizado 4-0 a favor de su equipo.
Llegó con su club a las instancias finales del torneo obteniendo un resultado de 1-0 sobre el Santos de Guápiles en la semifinal de ida jugando 76 minutos, sin embargo el partido de vuelta participó 47 minutos y el partido acabó con un resultado 1-0 a favor de los santistas, equipo que avanzó a la final por ventaja deportiva al estar ubicado de segundo lugar en la tabla.

#### Temporada 2012-2013
En su segundo torneo con el equipo y con un nuevo entrenador Daniel Casas tuvo más participación en el Invierno de ese año, en el cual jugó 11 encuentros y 3 estuvo en el banquillo. Logró anotar en 2 oportunidades, ante San Carlos y ante Herediano, el cual el último fue expulsado del terreno de juego tras recibir doble tarjeta amarilla. No fue tomado en cuenta por el entrenador en la fase final del torneo en la cual su equipo quedó eliminado frente al Herediano en semifinales.
Con la llegada del Director Técnico Ronald González a partir del Verano 2013 se abrieron mucho más las oportunidades de jugar para Deyver, ya que estaba desarrollándose como jugador con más control del balón y jugadas propicias al marco rival. Aunque su equipo cayó en su propio estadio frente a San Carlos en la fecha inaugural del torneo, Vega pudo jugar 70 minutos, luego a las jornadas siguientes el club fue encontrando resultados positivos. Vega participó durante 16 juegos, 4 en el banquillo y 3 goles anotados, uno frente a Liga Deportiva Alajuelense y dos sobre Municipal Pérez Zeledón, obteniendo la victoria en ambos partidos. Sin embargo, en semifinales, el Saprissa volvió a perder la serie frente a un ordenado Cartaginés, obteniendo dos empates (1-1 y 0-0), equipo que avanzó nuevamente por ventaja deportiva.

#### Temporada 2013-14
A mediados del año, se efectuó el Torneo Copa Banco Nacional, en el cual Saprissa debutó el 7 de julio frente a Guanacasteca, ganando la serie de octavos de final con marcadores de 0-1 y 3-0 con la participación de Deyver en los encuentros. La siguiente fase de cuartos, Vega anotó al minuto 89' frente al Uruguay de Coronado en el partido de ida que finalizó con victoria 1-4 y en el juego de vuelta acabó 2-1, también obteniendo la victoria y avanzando a semifinales. En esta fase Saprissa derrotó por penales al Cartaginés, tras dos empates en los dos juegos (1-1 y 2-2), avanzando a la final contra Carmelita. Este último partido se llevó a cabo en el Estadio Nacional el 4 de agosto, encuentro que acabó en empate. Vega salió de titular pero fue sustituido por Juan Bustos Golobio al minuto 37'. Su equipo salió victorioso 4-2 en la tanda de penales, obteniendo su primera copa con el club tras año y medio de ser parte del plantel principal.
Tras haber obtenido la copa nacional, Vega comenzó a perder titularidad con el equipo a partir del Invierno de ese año, jugando solamente 10 partidos, 6 en la banca pero no fue tomado en cuenta como una posible sustitución a uno de sus compañeros y sin ninguna anotación en la fase regular del torneo. Sin embargo, tras las constantes bajas que sufrió su equipo fue convocado por Ronald González para disputar la fase final del campeonato. En el partido de ida de semifinales frente a Alajuelense participó al entrar de cambio, jugando 30 minutos y anotó el único gol que le dio el gane a su equipo. Para el partido de vuelta en el Morera Soto, su equipo volvió a perder la serie con el resultado 1-0, avanzando Alajuelense por ventaja deportiva.
Las oportunidades de conseguir participar en el equipo estelar fueron aún más bajas en el Verano 2014 para Vega, ya que sólo pudo protagonizar en 4 juegos de la fase regular, y 2 en la suplencia sin ser visto como variante en los partidos. No obstante, su equipo se clasificó de 1° en la tabla del torneo, enfrentando al 4° lugar que fue la UCR, siendo esta ocasión con la ventaja deportiva. El primer juego acabó con 2-2 frente a los universitarios, pero en el partido de vuelta quedó 2-0, ganando la serie y con Vega en el banquillo. Saprissa clasificó a la final, que no lo hacía desde hace 4 años, en la última fase se enfrentó a Alajuelense, pero sin Deyver en la ida, acabando el primer juego con un marcador 0-0, jugando de visitante. En el juego de vuelta, Vega estuvo en la convocatoria, pero no jugó y quedó en los suplentes. El partido terminó 1-0 a favor de su equipo, consagrándose campeón de Verano y Deyver obtuvo su primera estrella, y la #30 para el club.

#### Temporada 2014-15
Después de haber terminado el periodo de descanso, su equipo volvió a la actividad deportiva a mediados del año, jugando el 12 de julio frente a Cariari en la fase de grupos de la Copa Popular, cosechando un triunfo de 0-7, partido en el cual Vega anotó en dos ocasiones, en los minutos 45' y 60'. Su equipo superó esta fase tras vencer a Santos y a Limón con marcadores de 4-2 y 2-4, respectivamente, teniendo a Vega con poca actuación. Así fue hasta llegar a la fase final, donde Saprissa vence a Herediano en penales 5-6 tras dos empates a un gol. En la final, su club se enfrentó a Cartaginés y Deyver estuvo en banca, ingresando al minuto 74', pero su equipo salió derrotado 3-2, consiguiendo el subcampeonato de la competición.
Una vez iniciado el Campeonato de Invierno, el jugador fue tomando ritmo y se tomaba en cuenta por el entrenador, ocupando constantemente la posición de interior derecho. Participó en 18 encuentros de la fase regular, y en 2 oportunidades esperó desde la suplencia, sin ser tomado en consideración. Su club hizo su regreso a la Liga de Campeones de la Concacaf tras 4 años de ausencia, sin embargo, de 4 juegos estuvo sólo uno en banca y otro desde el inicio, jugando 86 minutos, ante el Real Estelí y ante el Sporting Kansas City, respectivamente. Su equipo cambió de entrenador, tras rescindir el contrato de Ronald González y nombrando al Gerente Deportivo Jeaustin Campos como su nuevo Director Técnico. Tras este hecho, Deyver demostró un nivel distinto de juego, siendo una pieza clave en las jugadas de cara al marco, y un jugador inamovible de la alineación titular. Su equipo logró avanzar a la siguiente fase del torneo regional. Al final de la fase regular del torneo de Invierno, Vega logró marcar en una ocasión y atribuyó con 6 pases para gol. El Saprissa llegó de 4° lugar de la tabla, clasificando a las semifinales frente a Alajuelense, el cual llegó de 1.ª posición. En esta fase, Vega mostró un nivel impresionante en su habitual posición y ocasionando peligro para sus rivales, el primer juego acabó 1-0 a favor de los morados; en el partido de vuelta, Deyver siguió con aproximaciones y marcó el gol para ampliar más la ventaja de su equipo, al final el resultado quedó 1-1, pero 2-1 en el global, avanzando su equipo a la final del torneo. En la final de ida, su equipo ganó el juego 4-2 ante Herediano, con Deyver con participación de 87 minutos. El 20 de diciembre fue la final de vuelta en el Rosabal Cordero, Vega anotó a los 36 minutos del primer tiempo, con un gol similar al de la serie anterior, generando el disgusto de la afición local y al final el resultado fue 1-1, ganando Saprissa y 5-3 en el global, logrando así su segundo campeonato consecutivo con el equipo tibaseño y la estrella #31 para la institución.
Su ligamen con el equipo morado finaliza hasta en enero del 2016, sin embargo, el presidente del Saprissa Juan Carlos Rojas afirmó que podría extenderlo más tiempo. El torneo de Verano 2015 dio inicio y su equipo enfrentó a AS Puma Generaleña el 18 de enero, ganando con marcador 3-2, el tercer gol lo marcó Deyver al minuto 67', dándole la victoria al club. Los siguientes juegos ha participado durante los 90 minutos (ante Limón y Santos) y el último disputado logró otra anotación sobre Uruguay de Coronado cuando transcurrían 80 minutos de juego, sin embargo, su equipo salió derrotado 2-1 del Labrador. El Saprissa regresó a la competición regional para disputar los cuartos de final de la Liga de Campeones, enfrentando al América, sin embargo, tras bastantes intentos de anotar, su equipo salió derrotado 0-3 en su propio estadio, con Deyver participando de titular en ese encuentro. Para el partido de vuelta, su club volvió a ser derrotado en el Estadio Azteca 2-0, quedando eliminados de la competencia. Vega volvió a anotar para el conjunto morado el 12 de marzo, contra AS Puma, partido que quedó finalizado 1-1, jugando de visitante y 6 días después logró marcar otro gol frente a Cartaginés, obteniendo la victoria 1-0. El 15 de abril, en jornada de reposición, Deyver anotó por partida doble para su equipo ante Uruguay de Coronado, juego que acabó 4-1 a favor de Saprissa, logrando sellar el pase a semifinales del campeonato. Deyver, junto con su club lograron clasificar de 1° lugar en la tabla y se enfrentaron a L.D. Alajuelense. En el partido de ida, el resultado acabó 2-0 a favor de los manudos, jugando de visitante en el Morera Soto, y en la vuelta Vega anotó el único gol en la victoria 1-0, el cual fue insuficiente para llegar a la final, debido al marcador 1-2 en el global. Durante la temporada 2014-15, Deyver participó en 53 encuentros, tomando en cuenta la Copa Popular, la Concacaf Liga de Campeones y los torneos de Invierno y Verano, además, marcó 11 goles (9 en el campeonato local y 2 en la copa) y contribuyó con 11 asistencias.

#### Temporada 2015-16
El Campeonato de Invierno 2015 inició el 2 de agosto. Su equipo enfrentó a Belén por la primera fecha en el Estadio Rosabal Cordero; Deyver marcó al minuto 9' y su compañero Ariel Rodríguez amplió la ventaja para el definitivo 0-2. Posteriormente en la jornada 3, Vega consiguió una anotación ante Carmelita, partido que finalizó con victoria 0-3. Debutó en la Concacaf Liga de Campeones el 20 de agosto; anteriormente el conjunto morado fue ubicado en el grupo A con W Connection de Trinidad y Tobago y Santos Laguna de México. El primer juego se llevó a cabo contra los trinitarios en el Estadio Ricardo Saprissa, el cual recién inauguró la gramilla natural, Vega hizo un gol al minuto 30' y el encuentro terminó con cifras de goleada 4-0. Cinco días después, se dio el cotejo frente a la escuadra mexicana, en el mismo escenario deportivo; a pesar de empezar perdiendo, su club logró remontar y triunfar con marcador de 2-1. Sin embargo, su equipo sufrió la primera derrota en la competición regional al perder 2-1 frente a los trinitenses, el 16 de septiembre. Debido a esto, Jeaustin Campos y José Giacone fueron rescindidos de sus puestos como entrenador y asistente técnico, respectivamente. Después se nombró a Douglas Sequeira como el director técnico interino. El 17 de octubre, se realizó el Clásico del buen fútbol contra el Herediano, y Deyver salió de cambio al minuto 10' por un esguince de ligamento colateral interno en la rodilla izquierda, que lo alejó posteriormente del partido por la clasificación a la siguiente ronda del torneo de la Concacaf. Finalmente, el Saprissa sin Vega salió derrotado 6-1 ante los mexicanos, encuentro que se llevó a cabo en el Estadio Corona, por lo que quedaron eliminados. El 25 de octubre, los tibaseños enfrentaron al Pérez Zeledón y triunfaron 5-0; al día siguiente se confirmó la llegada de Carlos Watson para asumir el cargo de entrenador por el resto del torneo. Regresó en la fecha 21 el 6 de diciembre, anotó al minuto 84' en la pérdida de su club 2-1 del Estadio Juan Gobán contra Limón. Logró otro tanto en la última jornada disputada tres días después frente a Liberia; partido que acabó con triunfo 5-0. Con esto, el Saprissa obtuvo el tercer lugar de la tabla de posiciones y avanzó a la siguiente ronda. En la semifinal de ida, enfrentaron al Herediano en el Estadio Ricardo Saprissa y sus compañeros Daniel Colindres y Marvin Angulo en dos ocasiones, le dieron la victoria a su equipo 3-0. La vuelta se efectuó en el Estadio Rosabal Cordero, nuevamente salió lesionado al minuto 33' y fue sustituido por Ulises Segura; el marcador finalizó con una derrota 2-0, pero 2-3 en el global, por lo que su club clasificó a las últimas instancias. La final de ida se dio el 20 de diciembre ante Liga Deportiva Alajuelense, Vega no participó y el resultado terminó 2-0, con triunfo. Finalmente, la vuelta de igual manera terminó en victoria 1-2. Ambos triunfos le dieron al conjunto saprissista el título «32» en su historia y el tercero para Deyver.
La jornada 1 del Torneo de Verano 2016 se efectuó el 17 de enero contra el conjunto de Belén, en el Estadio Ricardo Saprissa, con la responsabilidad de defender el título de campeón. Aunque su equipo empezó perdiendo desde el primer minuto del juego, logró remontar y ganar con marcador de 2-1, con goles de sus compañeros Daniel Colindres y David Ramírez; Vega participó los 90 minutos. Sin embargo, a partir del 30 de enero, Deyver quedó inhabilitado para jugar, ya que su contrato finaliza en junio y no tiene intenciones de renovarlo. Además, el gerente deportivo Paulo Wanchope confirmó que el futbolista se marcharía del club en marzo o a final del torneo en mayo, por las ofertas por parte de conjuntos de Noruega.

## Selección nacional

### Categorías inferiores
Deyver hizo su debut con la Selección de Costa Rica Sub-17 en el Mundial de Nigeria 2009 ubicada en el grupo D; el 25 de octubre de ese año frente a Nueva Zelanda, donde la Selección costarricense empató a un gol y Vega participó 64 minutos. El segundo partido se disputó el 29 de octubre, y Vega estuvo por 37 minutos, el resultado acabó favorable para los del combinado de Turquía 4 goles por 1. El último juego de Costa Rica fue contra Burkina Faso, con otra derrota 4-1 y dejando a la Selección sin posibilidad de avanzar a la siguiente ronda. Deyver en este último juego participó 30 minutos.
El jugador costarricense volvió a participar en un Mundial de fútbol dos años más tarde pero con la escuadra sub-20 en Colombia 2011, donde el combinado Tricolor quedó ubicada en el grupo C. En el primer juego ante España, cayó derrotada 1-4 con 9 minutos de participación de Deyver. Luego su equipo enfrentó a Australia pero no fue tomado en cuenta por el cuerpo técnico, juego que terminó 2-3 a favor de Costa Rica. Sin embargo, la Sele cayó derrotada 3-0 frente a Ecuador y Vega actuó durante 28 minutos. A pesar de los resultados obtenidos en la fase de grupos, la Selección logró llegar entre los mejores terceros y clasificó a octavos de final, enfrentando a Colombia, partido que perdió 3-2, pero Vega participó durante 31 minutos.

### Participaciones en Copas del Mundo
| Mundial             | Sede     | Resultado        |
| ------------------- | -------- | ---------------- |
| Copa Mundial Sub-17 | Nigeria  | Primera Fase     |
| Copa Mundial Sub-20 | Colombia | Octavos de final |

En octubre de ese año, participó de nuevo con la selección, pero siendo esta ocasión la sub-22 en los Juegos Panamericanos celebrados en Guadalajara, y jugó en 2 oportunidades, en la fase de grupos contra Cuba y Argentina. Costa Rica logró avanzar a las semifinales del torneo, pero cayó 3-0 contra México y en el partido por el tercer lugar perdió nuevamente, contra Uruguay 1-2.

### Participaciones en Juegos Panamericanos
| Copa             | Sede   | Resultado    |
| ---------------- | ------ | ------------ |
| Guadalajara 2011 | México | Cuarto lugar |

### Selección absoluta
El 19 de marzo de 2015, el director Técnico de la Selección de Costa Rica Paulo César Wanchope realizó la convocatoria oficial de 24 futbolistas, donde destacó Deyver Vega; el cual fue su primer llamado a la Selección Mayor para disputar los encuentros amistosos ante Paraguay y Panamá a finales del mismo mes. Debutó oficialmente el 26 de marzo en el Estadio Nacional, durante el partido contra la selección paraguaya, ingresando de cambio al minuto 82', juego que finalizó empatado 0-0. Participó en su segundo juego con la Tricolor el 31 de marzo en el Estadio Rommel Fernández, enfrentando a la selección panameña, ingresando como variante por Joel Campbell al minuto 69', partido que finalizó con derrota 2-1, el cual acabó con el invicto de 13 juegos sin perder de la selección costarricense.

#### Participaciones internacionales
| Competición                  | Sede                    | Resultado        | Partidos | Goles |
| ---------------------------- | ----------------------- | ---------------- | -------- | ----- |
| Copa Oro de la Concacaf 2015 | Estados Unidos · Canadá | Cuartos de final | 2        | 0     |
| Copa Centroamericana 2017    | Panamá                  | Cuarto lugar     | 3        | 0     |

## Clubes
| Club                 | País       | Año         |
| -------------------- | ---------- | ----------- |
| Generación Saprissa  | Costa Rica | 2009 - 2011 |
| Deportivo Saprissa   | Costa Rica | 2012 - 2016 |
| SK Brann             | Noruega    | 2016 - 2018 |
| Vålerenga Oslo       | Noruega    | 2019 - 2021 |
| CSM Politehnica Iași | Rumanía    | 2021 - 2022 |
| Sandefjord           | Noruega    | 2022 - 2023 |
| Club Sport Herediano | Costa Rica | 2023 - 2024 |
| Deportivo Saprissa   | Costa Rica | 2024 - Act  |

## Estadísticas

### Selección nacional
| Selección             | Año             | Regionales | Regionales | Regionales | Mundiales | Mundiales | Mundiales | Amistosos | Amistosos | Amistosos | Total | Total | Total  |
| Selección             | Año             | Part.      | Goles      | Asist.     | Part.     | Goles     | Asist.    | Part.     | Goles     | Asist.    | Part. | Goles | Asist. |
| --------------------- | --------------- | ---------- | ---------- | ---------- | --------- | --------- | --------- | --------- | --------- | --------- | ----- | ----- | ------ |
| Sub-17 · Costa Rica   | 2009            | 0          | 0          | 0          | 3         | 0         | 0         | 0         | 0         | 0         | 3     | 0     | 0      |
| Sub-17 · Costa Rica   | Total           | 0          | 0          | 0          | 3         | 0         | 0         | 0         | 0         | 0         | 3     | 0     | 0      |
| Sub-20 · Costa Rica   | 2011            | 5          | 1          | 0          | 5         | 0         | 0         | 0         | 0         | 0         | 10    | 1     | 0      |
| Sub-20 · Costa Rica   | Total           | 5          | 1          | 0          | 5         | 0         | 0         | 0         | 0         | 0         | 10    | 1     | 0      |
| Absoluta · Costa Rica | 2015            | 0          | 0          | 0          | 0         | 0         | 0         | 2         | 0         | 0         | 2     | 0     | 0      |
| Absoluta · Costa Rica | Total           | 0          | 0          | 0          | 0         | 0         | 0         | 2         | 0         | 0         | 2     | 0     | 0      |
| Total selección       | Total selección | 5          | 1          | 0          | 8         | 0         | 0         | 2         | 0         | 0         | 15    | 1     | 0      |

## Palmarés

### Títulos nacionales
| Título                         | Club               | País       | Año  |
| ------------------------------ | ------------------ | ---------- | ---- |
| Torneo de Copa                 | Deportivo Saprissa | Costa Rica | 2013 |
| Primera división de Costa Rica | Deportivo Saprissa | Costa Rica | 2014 |
| Primera división de Costa Rica | Deportivo Saprissa | Costa Rica | 2014 |
| Primera división de Costa Rica | Deportivo Saprissa | Costa Rica | 2015 |

## Vida privada
Su padre, del mismo nombre, también fue futbolista y le enseñó el deporte a su hijo. Según Deyver, afirma que de niño le pidió a su padre que lo inscribiera a una escuela de fútbol Carioca de San Carlos. Además, cuando el equipo tibaseño visitaba esa zona para jugar ante el equipo local por el campeonato, Vega le solicitaba a los jugadores morados Walter Centeno y Alonso Solís fotografías para tenerlas de recuerdo. Las selecciones menores de Saprissa habrían visitado a su escuela de Futbol Carioca en busca de futuros talentos, ahí Deyver Vega fue visto por esta institución e invitado a Tibás para realizar una prueba con el fin de formar parte de su equipo de formaciones menores, quedando seleccionado por su buen desempeño, habilidades y técnicas demostradas en la práctica. De esta manera, fue como Vega entró al club con tan sólo 13 años, viviendo entre San José y San Carlos, Deyver vivió en una casa club de Saprissa donde convivió y creció con diferentes jugadores reconocidos actualmente, entre ellos Keylor Navas; en la casa club conoció al que actualmente es su mejor amigo y compañero Juan Gabriel Bustos Golobio, con quien compartió diez años de carrera futbolística en el Deportivo Saprissa  y crecieron juntos como futbolistas profesionales. Recomendado por el entonces Gerente Deportivo Jorge Alarcón.